# Francisco Casas Silva
Francisco Elías Casas Silva (Santiago de Chile, 19 de enero de 1959) es un artista visual y escritor chileno. Junto a Pedro Lemebel formó parte del dúo Las Yeguas del Apocalipsis.

## Biografía
Sus padres son Elías Domingo Casas Cifuentes e Inés Rebeca Silva Lepe. En 1987, cuando era estudiante de Literatura, formó junto al escritor Pedro Lemebel el dúo artístico Las Yeguas del Apocalipsis, que se caracterizó por sus performances.
El 21 de agosto de 1989 el dúo realizó una performance titulada De qué se ríe, presidente en el Teatro Cariola durante un encuentro de intelectuales con el candidato presidencial Patricio Aylwin, que al año siguiente saldría elegido el primer presidente de Chile luego de la restauración de la democracia y el término de la dictadura militar. En dicha ocasión, pese a no haber sido invitados, subieron al escenario con tacones y plumas, alzando un lienzo que decía «Homosexuales por el cambio». Bajando del escenario, además, Francisco Casas se precipitó sobre el entonces candidato a senador y futuro presidente de Chile Ricardo Lagos, dándole un beso en la boca.
En 1991 publicó su Sodoma mía, su primera obra literaria consistente en un poemario en donde expresa su visión sobre su realidad contrastada con elementos sociales como el sida.
Las obras de artes visuales que ha desarrollado Casas han formado parte de colecciones como la del Museo de Arte Contemporáneo de Santiago, el Museo Reina Sofía de Madrid, y el Museo de Arte de Lima. Algunas de las exposiciones que ha realizado son Ese’eja en 2016, La Dama de Cao junto a Silvana Pestana en 2017, Las metáforas quebradas de Yakuruna y otras Amazonias junto a Julio Urbina en 2020, y Malena canta el tango en 2023.
En 2009 apoyó públicamente la candidatura presidencial de Marco Enríquez-Ominami, fundador del Partido Progresista de Chile. En 2013 se radicó en Lima (Perú), viviendo en el distrito de Barranco, lugar desde donde inició en septiembre de 2022 un viaje por Perú, Bolivia, Argentina y Chile junto a Joanna Reposi, directora del documental Lemebel, para filmar una película de carretera.
Actualmente reside en Buenos Aires, Argentina.

## Obras publicadas
- Sodoma mía (1991)
- Yo, yegua (2004)[15]
- Romance de la inmaculada llanura (2008)[16]
- Romance del arcano sin nombre (2009)[12]
- Partitura (2015)[17]